# Мозер, Эдита
Эдита Мозер (нем. Editha Moser; 12 апреля 1883, Вена — 3 ноября 1969, Мёдлинг), также Дита Мозер — австрийская художница-график, член художественной группы Венского сецессиона.

## Семья
Эдита родилась в семье богатого промышленника и мецената Карла Фердинанда Маутнера фон Маркхофа и его второй жена Эдиты Сунстенау фон Шютценталь, кроме неё в семье родились ещё 4 дочери. Семья Маутнер фон Маркхоф происходит родом из Богемии, Адольф Игнац, дедушка Эдиты, изобрёл пивоваренный холодильник, позволивший производить пиво в течение всего года. Отец и дед Эдиты основывали поддерживали благотворительные фонды и организации Богемии и Вены, спонсировали больницу в Вене и размещали военные госпитали в своих фабриках в 1859 г., 1864 г., 1866 г. и т. д. В 1872 г. семье было пожаловано дворянство. Карл Фердинанд спонсировал строительство детской больницы, церкви и крыла инфекционной больницы.
Эдита Сунстенай фон Шютценталь родилась в Кракове в семье офицера. Она была активной сторонницей высшего и среднего образования для девушек, входила в совет правления крупных школьных объединений, предоставляющих образование женщинам, а также была президентом Общества за расширенное женское образование, основавшего первую гуманитарную гимназию для девочек в немецкоязычном пространстве.

## Биография
Эдита Мозер в 1902—1905 гг в качестве приглашённой студентки обучалась в Венском университете прикладного искусства. Там она изучала архитектуру в классе Йозефа Хоффмана, рисование у Карла Отто Чешки, а также каллиграфию и геральдику у Рудольфа фон Лариша.
В 1903 г. она познакомилась с Коломаном Мозером, а 1 июля 1905 г. вышла за него замуж. В браке родились двое сыновей: Карл (1906—1976) и Дитрих (1909—1925). Их брак просуществовал до 1918 г., когда Коломан умер от рака.
В 1919 году Дита Мозер вынуждена была из-за беременности выйти замуж. Её вторым мужем стал владелец кофейни Адольф Хауска (1881—1929). От этого брака родились трое детей: Эдита (1919—1920), Теодор (1920—1921) и Адольф (1922—1945).
Дита Мозер умерла в 1969 г. и была похоронена в могиле Коломана Мозера. Там же были похоронены их сыновья Дитрих и Карл.

## Творчество
Дита Мозер стала известна как художник-график, специализирующийся на дизайне календарей и игральных карт. Вместе со своим мужем, учителями и другими известными художниками, такими как Густав Климт, Эдита Мозер принимала участие в Венском сецессионе. Когда в 1905 г. Коломан Мозер вместе с Густавом Климтом и другими художниками вышел из Венского сецессиона, Эдита Мозер помогла мужу основать новую группу «Венские мастерские» (нем. Wiener Werkstätte), в которой художники могли бы сотрудничать в своей работе.
В 1906 году Дита Мозер получила известность благодаря выпуску карт таро, которые были признаны триумфом графического дизайна. В 1908—1913 гг. она выпускала календари с иллюстрациями на библейские и мифологические сюжеты, издаваемые небольшими тиражами в качестве новогодних подарков друзьям.
Хотя Дита Мозер получила признание как графический дизайнер, её работы издавались в ограниченном количестве, и лишь немногие экземпляры дошли до нас. После Первой мировой войны она полностью прекратила художественную деятельность.